# Hang on to Each Other
Hang on to Each Other es el tercer EP de la banda canadiense de post-rock Thee Silver Mt. Zion Memorial Orchestra. Fue lanzado el 29 de abril de 2014 por Constellation Records.
El EP consta de dos remixes de electróncia/dance del tema Hang on to Each Other de su álbum Horses in the Sky publicado en 2005, y cuenta con la voz de Ariel Engle.

## Lista de canciones
1. Any Fucking Thing You Love - 11:05
2. Birds Toss Precious Flowers - 12:11